# Stephanomys thaleri
Stephanomys thaleri is een fossiel knaagdier uit het geslacht Stephanomys dat gevonden is in het Laat-Plioceen van Frankrijk en Spanje. Naast verschillende losse tanden is van deze soort een (beschadigde) schedel bekend. Deze soort werd al in 1976 beschreven in een dissertatie, maar zulke namen zijn niet geldig onder de ICZN, omdat ze niet formeel gepubliceerd zijn. In 1998 werd de naam voor het eerst geldig gemaakt.
S. thaleri is een relatief grote, zeer stephanodonte soort met vrij hoge kronen op de kiezen. De vorm van de knobbels t4 op de eerste en tweede bovenkiezen (M1 en M2) en van de t1 op de M2 verschilt van die bij andere soorten. De labiale en posterior cingula van de eerste en tweede onderkiezen (m1 en m2) zijn duidelijk aanwezig.